# Чебурканов, Валерий Владимирович
Валерий Владимирович Чебурка́нов (род. 1952) — российский актёр театра, заслуженный артист Республики Карелия, Заслуженный артист Российской Федерации (2010).

## Биография
Отец — военнослужащий. Фронтовик. Мать — врач. Окончил Новополоцкое музыкальное училище по классу фортепиано.
После окончания в 1980 году Школы-студии МХАТ (мастерская профессора П. В. Массальского) был зачислен в труппу Музыкально-драматического театра Карельской АССР.
С 1988 года — актёр Театра драмы Республики Карелия «Творческая Мастерская» (Петрозаводск).
В качестве режиссёра поставил спектакль «Забава» по пьесе С. Мрожека, удостоенный высшей театральной премии Республики Карелия «Онежская маска» в номинации «Дебют» (сезон 1999—2000), спектакли «7 с 1/2», «Бредомания в ритме tango».
Лауреат премии Главы Республики Карелия «Сампо».
Основные роли
- Рудольфо (Эдуардо де Филиппо «Цилиндр»)
- Никита (А. Арбузов «Жестокие игры»)
- Треплев (А. П. Чехов «Чайка»)
- Глумов (А. Н. Островский «На всякого мудреца довольно простоты»)
- Он (П. Туррини «Охота на крыс», 1988)
- Гарри Лежен («Привидения на старой мельнице» М. Фрейн, 1989)
- Жорж (Ж. Ануй «Ужин в Санлисе», 1991)
- Энрике (Х. Мильян «Цианистый калий… с молоком или без?», 1992)
- Оптимист («Я пошёл гулять с ума» по произведениям М. Павловой, Г. Остера, Д. Пригова и др., 1993)
- Досужев (А. Н. Островский «Доходное место», 1994)
- Король Беранже I (Э. Ионеско «Король умирает», 1995)
- Астров (А. П. Чехов «Дядя Ваня», 1996)
- Кочкарёв (Н. В. Гоголь «Женитьба», 1997)
- Обольянинов (М. Булгаков «Зойкина квартира», 1998)
- Вершинин (А. П. Чехов «Три сестры», 1998)
- Подходцев (А. Аверченко «Странные игры для взрослых детей» по повести «Подходцев и двое других», 1999)
- Роббер (М. Камолетти «Пижама для шестерых», 1999)
- Мухов (К. Драгунская «Секрет русского камамбера, утраченный навсегда-навсегда», 2000)
- Николай Ставрогин (Ф. М. Достоевский «Бесы», 2001)
- Гаев (А. П. Чехов «Вишнёвый сад», 2002 г., ввод 2006)
- Анатолий Кротов (И. Жукова «Ангел с нечётным номером», 2004)
- Венсан (Ж. Ануй «Эвридика», 2006)
- Шерлок Холмс (А. Тупиков «Чисто российское убийство» по мотивам произведений А. Конан Дойла и Ф. М. Достоевского, 2006)
- Дон Жуан (Ж.-Б. Мольер «Дон Жуан», 2007)

Роли в теле- и кинофильмах
- Альберт (сериал «Тайны следствия — 3», фильм «Третий лишний», киностудия «Панорама», Санкт-Петербург, 2003)
- Командир американского судна (сериал «Конвой PQ-17», Ленфильм, 2004)
- Шереметьев-старший (сериал «Тамбовская волчица», киностудия «Панорама», Санкт-Петербург, 2004)
- Карташов (сериал «Ментовские войны») (Фильм 1 — «Старший оборотень по особо важным делам»), киностудия «Панорама», Санкт-Петербург, 2004)
- Сысоев (сериал «Версия», киностудия «Панорама», Санкт-Петербург, 2008)
- Гусаров (сериал «Гончие—2», киностудия «Панорама», Санкт-Петербург, 2009)
- Дубинин (сериал «Защита Красина — 3», ООО «Форвард-Фильм», киностудия «Граффити Фильм Продакшн», Санкт-Петербург, 2011)
- Андрей Витальевич Морозов, генерал-майор полиции, начальник ГУ МВД России по Москве и Московской области (Шеф, 2011)
- Хомутовский (сериал «Время Синдбада», ООО «Прогресс-Студия», Санкт-Петербург, 2012)
- Дмитрий Соболь (сериал «Агент особого назначения-4», киностудия «Панорама», Санкт-Петербург, 2012)
- Иванников (сериал «Улицы разбитых фонарей—13», серия «Старая схема», ООО «Прогресс-Студия» , Санкт-Петербург, 2013)
- Метелин (сериал «Легенда для оперши», киностудия «Триикс Медиа», Санкт-Петербург, 2013)
- Максим Леонидович (сериал «Морские дьяволы. Смерч-2», компания «Гамма-продакшн», Санкт-Петербург, 2014)
- Иван Тимофеевич Хохлов, генерал-майор полиции, заместитель начальника ГУ МВД России по Санкт-Петербургу и Ленинградской области (сериал «Невский», компания «Триикс Медиа», 2015)
- Евгений Сергеевич Харитонов, генерал-лейтенант юстиции, заместитель председателя СК России (сериал «Первый отдел 2-4»), компания «Триикс Медиа», 2022-2025) и др.

## Семья
- Супруга — Виктория Фёдорова — Заслуженная артистка Республики Карелия.[1], расстались в 2012 году.
- Сын — Иван